# Scharnweberstraße (metrostation)
Scharnweberstraße is een station van de metro van Berlijn in het stadsdeel Reinickendorf. Het metrostation bevindt zich aan de rand van een woonwijk, niet ver van luchthaven Tegel, waarmee overigens geen verbinding bestaat. Station Scharnweberstraße dankt zijn naam aan de gelijknamige straat, die parallel aan de metrolijn loopt en genoemd is naar de Pruisische politicus Georg Scharnweber. Het station werd geopend op 31 mei 1958 en wordt bediend door lijn U6.
Na de Tweede Wereldoorlog maakte men in West-Berlijn plannen voor een grootschalige uitbreiding van het metronet. Als eerste besloot men lijn C, de huidige U6, naar het noorden te verlengen tot in het centrum van Tegel. In oktober 1953 begon de aanleg van de eerste etappe van de verlenging, van het toenmalige eindpunt Seestraße naar de Kurt-Schumacher-Platz; in mei 1956 werd dit traject geopend. Reeds een jaar daarvoor was men begonnen aan de tweede etappe, van de Kurt-Schumacher-Platz naar het huidige eindpunt Alt-Tegel. Om de kosten te drukken werd dit deel van de lijn grotendeels op een spoordijk aangelegd. Meteen ten westen van station Kurt-Schumacher-Platz beginnen de sporen dan ook te stijgen, om na ongeveer 200 meter boven de grond te komen.
Scharnweberstraße is vanuit het zuiden gezien het eerste van de drie bovengrondse stations van de U6. Uiterlijk zijn deze stations zeer gelijkend: een eilandperron, ingangen via een kleine stationshal aan beide zijden en een betonnen overkapping over de gehele lengte van het perron. Zoals alle Berlijnse metrostations uit deze periode werd Scharnweberstraße ontworpen door architect Bruno Grimmek.
Het station is alleen bereikbaar via trappen en roltrappen, maar uiteindelijk moeten alle Berlijnse metrostations voorzien zijn van een lift. Station Scharnweberstraße heeft hierbij vanwege het relatief lage aantal reizigers echter geen hoge prioriteit: volgens het tijdschema van de Berlijnse Senaat zal de inbouw van een lift pas na 2010 plaatsvinden.